# Charles Norrie
Charles  Willoughby  Moke Norrie, 1. baron Norrie (ur. 26 września 1893 w Brompton, Londyn, zm. 25 maja 1977 w Wantage, Oxfordshire) – brytyjski generał i polityk, w latach 1952–1957 gubernator generalny Nowej Zelandii.

## Życiorys
Ukończył Eton College oraz Królewską Akademię Wojskową Sandhurst. Od 1913 służył jako zawodowy żołnierz. Brał udział w obu wojnach światowych. Podczas pierwszej został czterokrotnie ranny. W trakcie drugiej doszedł do stopnia generalskiego i brał udział m.in. w walkach o Tobruk. W 1942 powrócił do Wielkiej Brytanii, a wkrótce potem przeszedł w stan spoczynku.
W 1944 rozpoczął karierę polityczną jako gubernator Australii Południowej. Sześć lat później przeniósł się do Nowej Zelandii, gdzie objął formalnie najwyższe w państwie stanowisko gubernatora generalnego. Pod koniec swojej kadencji, 22 sierpnia 1957 został kreowany parem jako baron Norrie z Wellington.

Herb lorda Lorrie